# Lygodactylus rex
Lygodactylus rex es una especie de gecko del género Lygodactylus, familia Gekkonidae. Fue descrita científicamente por Broadley en 1963.
Se distribuye por Malaui y Mozambique. Es la especie más grande del género, pueden alcanzar una longitud corporal de 40-50 milímetros. Las otras especies con características similares en cuanto al tamaño son L. angularis y L. picturatus que pueden medir 46 y 40  milímetros respectivamente. Posee un tipo de mancha ocular sobre el hombro bastante distintiva.